# Jal, Novi Meksiko
Jal je gradić u okrugu Lei u američkoj saveznoj državi Novom Meksiku. Prema popisu 2010. u Jalu je živjelo 2047 stanovnika.

## Zemljopis
Nalazi se na 32°6′44″N 103°11′35″W / 32.11222°N 103.19306°W (32.112102, -103.192972). Prema Uredu SAD-a za popis stanovništva, zauzima 12,50 km2 površine, sve suhozemne.

## Stanovništvo
Prema podatcima popisa 2000. u Jalu je bilo 2047 stanovnika i 788 kućanstava, a stanovništvo po rasi bili su 84,81% bijelci, 0,83% afroamerikanci, 0,73% Indijanci, 11,82% ostalih rasa, 1,66% dviju ili više rasa. Hispanoamerikanaca i Latinoamerikanaca svih rasa bilo je 48,12%.

## Ime
1880-ih je godina nekoliko braće dovelo je krdo krava do rijeke Monument Drawa, šest milja sjeveroistočno od današnje grada. Stoka je žigosana inicijalima prijašnjeg vlasnika (Johna A.Lyncha) i uskoro su ih zvali JAL Cattle (JAL krave). Ljude koji su radili s njima zvali su JAL kauboji (Jal cowboys). Vremenom je ime postalo istoznačnicom za cijelo naselje.